# Comuna Ostapî, Luhînî
Ostapî (în ucraineană Остапівська сільська рада) este o comună în raionul Luhînî, regiunea Jîtomîr, Ucraina, formată din satele Kameana Hirka și Ostapî (reședința).

## Demografie
Componența lingvistică a comunei Ostapî
     Ucraineană (100%)
Conform recensământului din 2001, toată populația comunei Ostapî era vorbitoare de ucraineană (100%).